# Аннетте фон Дросте-Гюльсгофф
Аннетте фон Дросте-Гюльсгофф (нім. Annette von Droste-Hülshoff; 12 січня, за іншими даними 10 січня 1797, село Гюльсгофф, поблизу Мюнстера — 24 травня 1848, Мерсбург) — німецька поетеса, новелістка та композиторка. Належить до найпримітніших німецьких поетес XIX століття.

## Біографія
Походила з давньої аристократичної родини з Вестфалії та належала до 20-го її покоління. Народилася 12 січня 1797 року другою з чотирьох дітей у Клемеса-Августа II фон Дросте цу Гюльсгофф (1760—1826) і Терези Гакстгаузен (1772—1853).
Батьки Аннетте вирізнялися серед вестфальської аристократії своїми літературними та музичними зацікавленнями. До народження Аннетте вони мешкали в Мюнстері, де входили до Мюнстерського гуртка — католицького салону, в якому пропагувалися ідеї проствітницько-картитативного характеру. Зв'язок родини Дросте-Гюльсгофф з літературою існував ще з XVI століття в особі гуманіста й письменника Евервіна фон Дросте цу Гульсгофф. Протягом багатьох поколінь в родині плекалися також заняття музикою. Саму Аннетте разом з іншими дітьми спершу навчала її освічена мати, потім домашній капелан, а згодом професор гімназії Паулінум з Мюнстера та французька няня. Таким чином Аннетте одержала надзвичайно добру освіту як для дівчинки того часу, зокрема, вона опанувала давньогрецьку, латину, англійську та французьку мови, мала знання з географії, історії та природничих наук.
З дитинства Аннетте була доволі хворобливою внаслідок її передчасного народження; вона була худорлявою, мала 150 см зросту, сильну короткозорість і часто страждала від сильного головного болю.
Доволі рано Аннетте вирішила стати поетесою і залишалася непохитною в цьому прагненні. За ініціативи батьків з 1812 до 1819 року вона навчадася у письменника і правника Антона Маттіаса Шпрікманна. Літературні зацікавлення Аннетте особливо підтримувала її матір, яка надіслала рукописи дочки молодому професору філософії та філології Крістофу Бернгарду Шлютеру. Шлютер спершу не звернув особливої уваги на надіслані рукописи, проте пізніше він став ментором Аннетте фон Дросте-Гюльсгофф та одним з її найближчих друзів.
З матір'ю та старшою сестрою Дженні Аннетте неодоразово на довгий час їздила до маминої родини Гакстгаузен, що мешкала в східній Вестфалії. Дядьки Аннетте входили до відомого Бокендорфського гуртка романтиків, в якому були, зокрема, і брати Грімм. В родині Гакстгаузен любили розповідати різні лячні історії, одну з яких Аннетте фон Дросте-Гюльсгофф використала для написання своєї новели «Єврейський бук». Сама Аннетте також любила розповідати страшні історії, пізніше вона майстерно використала деякі з цих сюжетів для своїх знаменитих балад.

## Творчість
Ліричні твори Дросте-Гюльсгофф, зокрема збірки «Поезії» («Dichtungen», 1837) та «Вірші» («Gedichte», 1844), а також збірка релігійних пісень «Духовний рік» («Das Geistliche Jahr», 1852) належать до найкращих зразків німецькомовної поезії. Великою популярністю користувалася також її новела «Judenbuche» (1842) та великий епічний твір з історичним сюжетом із життя міста Мюнстера, батьківщини Дросте-Гюльсхгофф, «Битва при Ленербрусі» («Die Schlacht am Loener-Bruch», 1838), що з великою художньою майстерністю і реалістичної силою змальовує сцени з епохи Тридцятилітньої війни.
Один з її віршів покладено на музику Робертом Шуманом (див.:).

## Твори

### Поезія
- Поезія (збірка) / Gedichte. Aschendorffsche Buchhandlung, Münster 1838.
  - Госпіц на великому Санкт Бернгарді / Hospiz auf dem großen Sankt Bernhard (Epos, 1828—1833)
  - Заповіт лікаря / Des Arztes Vermächtnis (Epos, 1834)
  - Die Schlacht vom Loener Bruch A. 1623 (Epos, 1837/38)
  - Зентіс / Der Säntis
  - Біля ставу / Am Weiher
  - Граф фон Таль / Der Graf von Thal
  - Fragment
- Єврейський бук / Die Judenbuche. (новела вперше опублікована у журналі Morgenblatt für gebildete Stände|Morgenblatt für gebildete Leser.) 1842.
- Поезії (збірка) / Gedichte. Cotta, Stuttgart/Tübingen 1844. (Digitalisat und Volltext // Німецький текстовий архів; Повний текст за виданням Liechtensteinverlag, Vaduz 1948 на сайті Gutenberg-DE [Архівовано 1 січня 2005 у Wayback Machine.])
  - Картини часу / Zeitbilder (1841—1843)
  - Вересові картини / Haidebilder (1842)
    - Хлопчик у болоті / Der Knabe im Moor (балада, 1842)

  - Скеля, ліс і море / Fels, Wald und See (1841—1843)
    - На вежі / Am Thurme
    - Закинутий дім / Das öde Haus
    - В болоті / Im Moose

  - Вірші різного змісту / Gedichte verschiedenen Inhalts
    - Die Taxuswand (1841)
    - Das Spiegelbild (1842)
    - Alten Pfarrers Woche
    - Das Eselein
    - Die beste Politik

  - Жарт і серйозність / Scherz und Ernst
  - Балади / Balladen (1840—1842)
    - Відплата / Die Vergeltung
    - Die Vendetta
    - Der Fundator
    - Die Schwestern
    - Der Tod des Erzbischofs Engelbert von Köln
    - Das Fegefeuer des westfälischen Adels
    - Die Stiftung Cappenbergs
    - Kurt von Spiegel
    - Das Fräulein von Rodenschild
    - Der Spiritus des Roßtäuschers
- Сходить місяць / Mondesaufgang (вірш, 1844)
- У траві / Im Grase (Gedicht, 1844)
- Вестфальські описи / Westfälische Schilderungen. (1845)
- Духовний рік / Das geistliche Jahr. (цикл віршів), 1818—1820/1839–1840 (gutenberg.spiegel.de [Архівовано 22 грудня 2004 у Wayback Machine.]).
  - Am letzten Tag des Jahres (Silvester)
- Letzte Gaben. Nachgelassene Blätter. Hrsg. v. Levin Schücking. Rümpler; Grimpe, Hannover 1860. (Digitalisat und Volltext // Німецький текстовий архів; Повний текст за виданням Liechtensteinverlag, Vaduz 1948 на сайті Gutenberg-DE [Архівовано 22 грудня 2004 у Wayback Machine.])
- Йозеф. Детективна історія / Joseph. Eine Kriminalgeschichte. Fragment, geschrieben 1845, veröffentlicht 1886.
- Bei uns zu Lande auf dem Lande. (фрагмент, посмертно), 1862.
- Briefe von Annette von Droste-Hülshoff und Philipp W. [Архівовано 17 грудня 2004 у Wayback Machine.].
- Winfried Woesler (Hrsg.): Historisch-kritische Ausgabe. Werke, Briefwechsel. 13 Bände in 25 Teilbänden. Niemeyer, Tübingen 1978—2000
- Annette von Droste-Hülshoff: Gedichte und Prosa, Auswahl und Nachwort von Emil Staiger, Manesse, Zürich 1998, ISBN 3-7175-1100-9
- (Irmgard Elfriede) I. E. Walter, Hg.: Droste-Hülshoffs Werke in einem Band. Bearbeitet und gedeutet für die Gegenwart. Reihe: Die Bergland-Buch-Klassiker. Das Bergland-Buch, Salzburg 1954; wieder: Deutscher Bücherbund, o. J. (1954)

### Вибрані музичні твори
- 15 Lieder für Singstimme und Klavier (до осені 1838), in Reinschrift zusammengefasst
- Minnelieder, 5 Lieder für dasselbe (vor 1834)
- 8 Einzellieder für dass
- 4 Liedfragmente für dass
- 4 mehrstimmige Lieder
- Lochamer Liederbuch für Singstimme und Klavier (1836, обробка)

### Музичні постановки
- Babilon (nach Babylon von Friedrich de la Motte Fouqué), 3 Idyllen aus dem Frauentaschenbuch für das Jahr 1820, S. 1–38 (zwischen 1820 und 1837), Vorspiel und Musik für 6 Textpassagen als Orchester- und/oder Klavierfassung
- Der blaue Cherub (nach Der blaue Cherub, Singspiel von Adam Oehlenschläger, Kassel 1823, 1828) (zwischen 1823 und 1837), Anmerkungen für die geplante Komposition, Verzeichnis der Stimmlagen für die handelnden Personen erhalten; Arie für Singst. und Kl. Einst zogs mich nach Südlands Auen
- Der Galeerensklave (nach Der Galeeren-Sklav von M. Fernouillot de Falbaire, dt. Münster 1777) (1820er Jahre), Libretto als Prosa-Entwurf, keine Musik erhalten
- Die Wiedertäufer

## Переклади українською
- Дросте-Гільзгоф А. Жидівський бук. Новела, пер. М. Павлик. Укр. Наклад., Чернівці 1914.
- Дросте–Гільсгоф А. Легковірність: [оповідання] / А. Дросте-Гільсгоф ; пер. в. г. // Діло. — 1938. — 16 квіт. — С. 4.